# يقطوم أكبر
يقطوم أكبر (الاسم العلمي: Telephium maximum) هي نوع نباتي يتبع جنس اليقطوم من فصيلة القرنفلية.